# Taxiphyllum ligulaefolium
Taxiphyllum ligulaefolium är en bladmossart som beskrevs av William Russell Buck 1990. Taxiphyllum ligulaefolium ingår i släktet Taxiphyllum och familjen Hypnaceae. Inga underarter finns listade i Catalogue of Life.